# Margonia himalayensis
Genre
Espèce
Synonymes
- Venonia himalayensis Gravely, 1924

Margonia himalayensis, unique représentant du genre Margonia, est une espèce d'araignées aranéomorphes de la famille des Lycosidae.

## Distribution
Cette espèce est endémique du Bengale-Occidental en Inde,. Elle se rencontre dans le district de Darjeeling.

## Description
Les mâles mesurent de 3,1 à 3,2 mm et les femelles de 3,05 à 4,0 mm

## Étymologie
Son nom d'espèce, composé de himalay[a] et du suffixe latin -ensis, « qui vit dans, qui habite », lui a été donné en référence au lieu de sa découverte, l'Himalaya.

## Publications originales
- Gravely, 1924 : Some Indian spiders of the family Lycosidae. Records of the Indian Museum Calcutta, vol. 26, p. 587-613.
- Hippa & Lehtinen, 1983 : The Zantheres group of Zoicinae (Araneae, Lycosidae) and a relimitation of the subfamily. Annales Zoologici Fennici, vol. 20, p. 151-156 (texte intégral).